# Deccanolestes
Deccanolestes é um Euarchonta basal e escansorial dos leitos intertrapeanos [en] do Cretáceo Superior (Maastrichtiano) e do Paleoceno de Andra Pradexe, na Índia. Pode ser aparentado a Sahnitherium [en]. Deccanolestes foi atribuído a Palaeoryctidae no passado, mas evidências recentes mostraram que ele é o Euarchonta mais basal, o mais antigo Adapisoriculidae conhecido, ou um afrothério basal.

## Espécies
Deccanolestes hislopi baseia-se em um primeiro molar superior isolado (VPL/JU/NKIM/10). Um terceiro molar, um terceiro pré-molar inferior, vários outros dentes isolados e alguns restos pós-cranianos foram-lhe atribuídos.
Deccanolestes robustus baseia-se em um primeiro molar inferior isolado. Dentes isolados e alguns restos do tornozelo também lhe foram atribuídos.
Deccanolestes narmadensis baseia-se em um molar posterior isolado.
Juntamente com Bharattherium [en], Deccanolestes está entre os dois táxons de mamíferos que sobreviveram ao evento KT na Índia.